# شوك الضب الأعزل
شوك الضب الأعزل (الاسم العلمي:Blepharis inermis) هو نوع من النباتات يتبع جنس شوك الضب من الفصيلة الأقنتية.